# Баден (гау)
Гау Баден, перейменований на Гау Баден-Ельзас (нім. Gau Baden-Elsaß) у березні 1941 року, був де-факто адміністративною одиницею Гітлерівської Німеччини в 1933 — 1945 рр. у німецькій землі Баден, та з 1940 року — в Ельзасі. 
До цього, в 1925 — 1933 рр., це був обласний осередок НСРПН в цьому районі.

## Історія
Націонал-соціалістична Гау була спочатку заснована на конференції НСРПН 22 травня 1926 року з метою покращення управління партійною структурою. Починаючи з 1933 року, після захоплення влади НСРПН, Гау дедалі більше замінював німецькі землі як адміністративні підрозділи Німеччини. 

У 1940 році, після того, як Німеччина окупувала французький регіон Ельзас, Гау Баден об'єднав два ельзаські департаменти Нижній Рейн і Верхній Рейн, ставши Баден-Ельзасом. 
Місцем розташування адміністрації Гау спочатку був Карлсруе, але після німецької окупації Франції — Страсбург. 

Очолював кожне Гау гауляйтер, посада, яка ставала все більш потужною, особливо після початку Другої світової війни. Місцеві гауляйтери часто обіймали урядові та партійні посади та відповідали, серед іншого, за пропаганду та спостереження, а з вересня 1944 року — за фольксштурм і оборону Гау. 

Посаду гауляйтера в Бадені обіймав Роберт Вагнер з березня 1925 року протягом усього часу існування Гау. 

Вагнера було страчено 14 серпня 1946 року в Страсбурзі за його злочини під час окупації Ельзасу. 

Його заступниками були Карл Ленц (1926–31), Вальтер Келер (1931–33) і Герман Рен (1934–45). 

Концтабір Нацвайлер-Штрутгоф знаходився в Ельзаському регіоні Гау. 